# Павловский Врх
Павловский Врх (словен. Pavlovski Vrh) — поселення в общині Ормож, Подравський регіон‎, Словенія.